# 千葉ポートアリーナ
千葉ポートアリーナ（ちばポートアリーナ）は、千葉県千葉市中央区の千葉ポートスクエアにある多目的アリーナ。B.LEAGUEのアルティーリ千葉がホームアリーナとして使用している。

## 概要

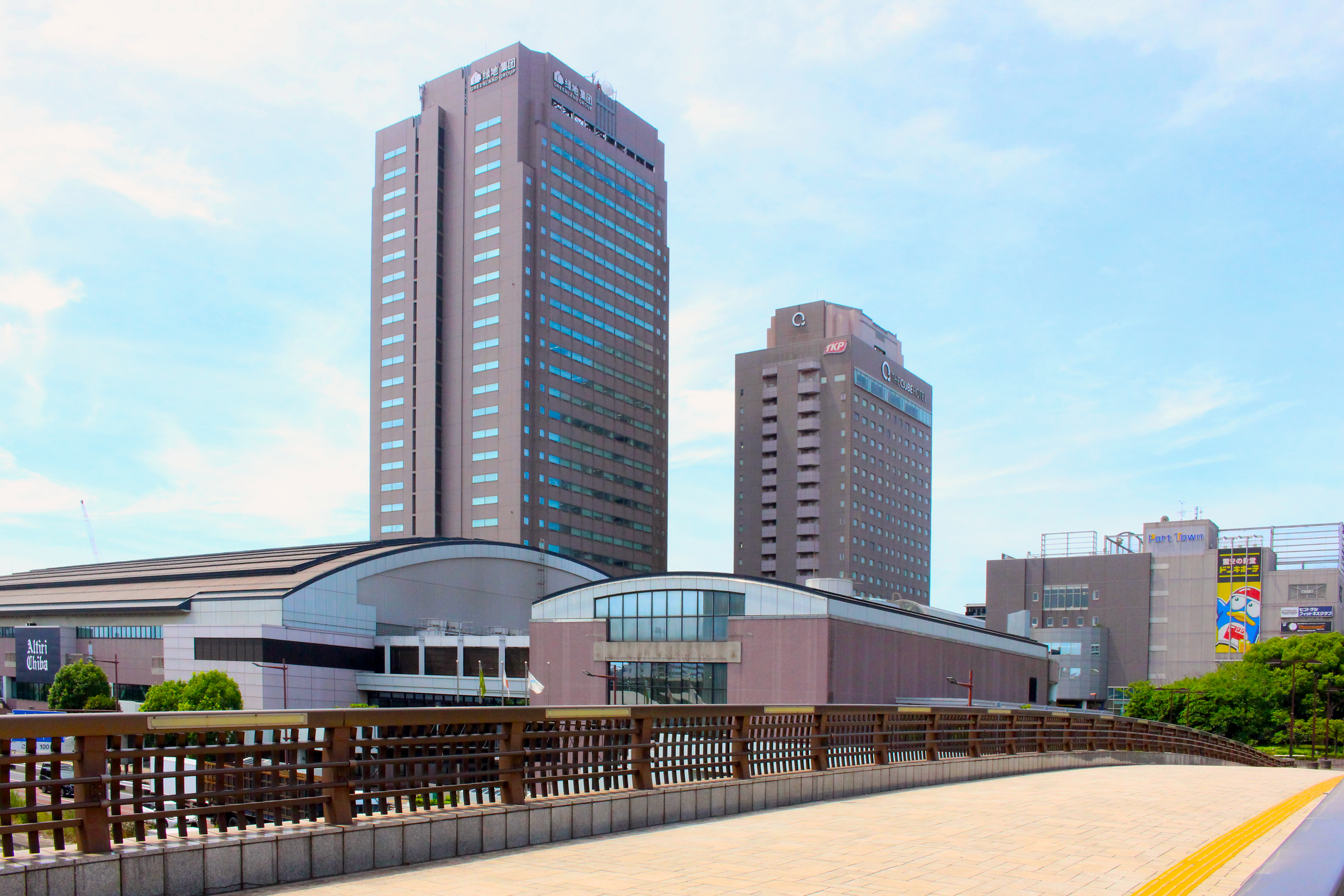
千葉ポートスクエアを構成する施設の一つであるアリーナ

1991年2月に当施設などを管理するために千葉市スポーツ振興財団が発足し、3月25日に開館した。
主にスポーツ大会の会場として使用されてプロレス、バレーボール、バスケットボールなどにも対応できる。
230インチの大型映像装置も完備されている。収容人数は最大7,512席。
スポーツイベントのほかに千葉市の成人式式場、千葉大学の入学式式場および卒業式式場、千葉市の市制施行80周年記念式典式場としても使用される。
2017年にTBSのテレビ番組『クリスマスの約束』（12月25日放送）の収録会場にも使用された。

## 沿革
- 1988年（昭和63年）
  - 10月13日 - 新業務市街地・総合体育館複合施設の開発提案の審査委員会が発足[11][12]。
- 1988年（昭和63年）
  - 8月23日 - 「総合体育館（4階建）と29階建のツインビル」を建設する計画を策定[13]。
- 1989年（平成元年）
  - 5月30日 - 「千葉市総合体育館・複合施設（仮称）」起工式[14]。
  - 9月29日 - 「千葉市総合体育館・複合施設（仮称）」が着工[2]。
- 1990年（平成2年）
  - 7月24日 - 「千葉市総合体育館（仮称）」の名称に「千葉ポートアリーナ」を選定[15]。
- 1991年（平成3年）
  - 2月 - 当施設などを管理するために「千葉市スポーツ振興財団」が発足[1]。
  - 3月25日 - 「千葉ポートアリーナ」が開館[3]。

## 出来事
2025年5月19日に行われる予定だったりそなグループ B2 PLAYOFFS FINALS 2024-25・アルディーリ千葉 vs. 富山グラウジーズのGAME3の開始直前に停電が発生し、復旧の見込みが立たないため中止、更にGAME3そのものも実施されなかった。停電の原因は漏電が起きた際に事故を防ぐため電路を遮断する安全装置の誤作動だった。この安全装置は開館からずっと使われていたものだった。

## 施設

### メインアリーナ
- 面積2,730m²（63.5m×40m）
- 収容人数 - 合計7,512人
  - 固定席合計 - 4,380人
  - ロールバックスタンド - 616人
  - 仮設席 - 2,500人
  - 車椅子専用スペース - 16席
- 使用種目 - バスケットボール3面、バレーボール3面、卓球42面、バドミントン12面、ハンドボール1面、柔道、剣道、体操競技、各種文化イベント、その他

### サブアリーナ
- 面積769.6m²（38.0m×22m）
- バスケットボール1面、バレーボール1面、バドミントン4面、卓球12面、展示会、販売会、その他
- 収容人数 - 140人

### その他
- トレーニング室（1）
  - 面積259.2m²
- トレーニング室（2）
  - 面積116m²、エアロビクススタジオ
- 体力測定室
  - 134.4m²

## アクセス
- 千葉駅・千葉みなと駅から徒歩15分
- 京成千葉線千葉中央駅から徒歩12分
- 千葉都市モノレール市役所前駅から徒歩8分

## 外部サイト
- 千葉市スポーツ振興財団